# Ще одна з роду Болейн (фільм, 2008)
«Ще одна з роду Болейн» (англ. The Other Boleyn Girl) — історична драма, де події розгортаються в епоху правління англійського короля Генріха VIII з династії Тюдорів навколо суперництва сестер Анни та Марії Болейн за серце короля. В основу сценарію покладено однойменний популярний роман "Ще одна з роду Болейн англійської письменниці Філіппи Грегорі.

## У ролях
- Скарлетт Йоганссон — Марія Болейн
- Наталі Портман — Анна Болейн
- Ерік Бана — король Генріх VIII
- Джим Стерджес — Джордж Болейн, віконт Рочфорд[en]
- Крістін Скотт Томас — леді Елізабет Болейн
- Марк Райленс — Томас Болейн
- Бенедикт Камбербетч — Вільям Кері
- Едді Редмейн — Вільям Стаффорд
- Джуно Темпл — Джейн Болейн
- Девід Морріссі — Томас Говард
- Ана Торрент — Катерина Арагонська
- Алфі Аллен — посланець короля
- Ендрю Гарфілд — Френсіс Вестон (сцени видалені)

## Прокат в Україні
Дистриб'ютор в Україні: B&H.
Прем'єра в Україні: 28 лютого 2008 року.
У прокаті: 59 фільмокопій, усі з дубляжем українською мовою.